# ŠNK Moslavina Donja Gračenica
ŠNK Moslavina je nogometni klub iz Donje Gračenice. 
Trenutačno se natječe u 3. ŽNL SMŽ - NS Kutina.